# Lettonie au Concours Eurovision de la chanson 2017
La Lettonie est l'un des quarante-deux pays participants du Concours Eurovision de la chanson 2017, qui se déroule à Kiev en Ukraine. Le pays est représenté par le groupe Triana Park et la chanson Line, sélectionnés via l'émission Supernova. Le pays se classe 18e et dernier en finale, ne recevant que 21 points, ce qui ne lui permet pas de se qualifier en finale.

## Sélection
Le diffuseur letton confirme sa participation le 26 mai 2016.

### Format
Pour cette année 2017, le format de Supernova est reconduit pour sa troisième édition. Cette sélection voit 22 candidats concourir pour représenter la Lettonie à l'Eurovision. Ces 22 candidats sont répartis en deux quarts de finale de onze participants. De chacun de ces quarts de finale, quatre artistes se qualifient pour la demi-finale. Enfin, des huit demi-finalistes, quatre se qualifient pour la finale, laquelle désignera le représentant de la Lettonie pour l'Eurovision à Kiev.

### Chansons
| Artiste              | Chanson                       |
| -------------------- | ----------------------------- |
| Anna Zankovska       | Rage Love                     |
| Crime Sea            | Escape                        |
| Edgars Kreilis       | We Are Angels                 |
| First Question       | Naked                         |
| Franco Franco        | Up                            |
| Katrīna Cīrule       | Blood Runs Quicker            |
| Katrine Lukins       | Silhouette                    |
| Laura Lo & Chris Oak | Little Weird                  |
| Lauris Valters       | Magic Years                   |
| Linda Leen           | Who Is In Charge              |
| Markus Riva          | Dynamite                      |
| Miks Dukurs          | Spiritual Priest              |
| Miks Galvanovskis    | Runaway                       |
| My Radiant You       | All I Know                    |
| Pikaso               | U (Can Keep Your Cools)       |
| Rock’n’Berries       | Feel the Love                 |
| Santa Daņeļeviča     | Your Breath                   |
| THE HiQ              | Taju ot ljubvi (Таю От Любви) |
| The Ludvig           | I’m In Love With You          |
| Toms Kalderauskis    | We Won’t Back Down            |
| Triana Park          | Line                          |
| UP                   | One by One                    |

### Émissions

#### Quarts de finale
Dans chacun des quarts de finale, onze artistes participent. De ces onze artistes, deux sont qualifiés via un vote du public, tandis que deux autres sont choisis par le jury de l'émission parmi les neuf restants.
- Qualifié via le télévote
- Qualifié par les jurys

##### Quart de finale 1
| #  | Artiste        | Chanson                 | Télévote | Télévote | Télévote | Télévote | Place |
| #  | Artiste        | Chanson                 | Internet | SMS      | Spotify  | Moyenne  | Place |
| -- | -------------- | ----------------------- | -------- | -------- | -------- | -------- | ----- |
| 1  | Katrīna Cīrule | Blood Runs Quicker      | 5,96 %   | 6,07 %   | 9,38 %   | 7,14 %   | 7     |
| 2  | Miks Dukurs    | Spiritual Priest        | 15.28%   | 13.66%   | 8.75%    | 12.56%   | 2     |
| 3  | Anna Zankovska | Rage Love               | 2,16 %   | 2,87 %   | 9,49 %   | 4,84 %   | 9     |
| 4  | Edgars Kreilis | We Are Angels           | 3,97 %   | 5,83 %   | 10,7 %   | 6,83 %   | 8     |
| 5  | Crime Sea      | Escape                  | 10,54 %  | 9,62 %   | 9,02 %   | 9,73 %   | 6     |
| 6  | Rock’n’Berries | Feel the Love           | 2,33 %   | 5,08 %   | 6,82 %   | 4,74 %   | 10    |
| 7  | Lauris Valters | Magic Years             | 16.15%   | 18.62%   | 9.82%    | 14.86%   | 1     |
| 8  | First Question | Naked                   | 1,73 %   | 4,44 %   | 6,06 %   | 4,08 %   | 11    |
| 9  | Franco Franco  | Up                      | 14.94%   | 9.02%    | 11.09%   | 11.68%   | 4     |
| 10 | Pikaso         | U (Can Keep Your Cools) | 13,9 %   | 8,66 %   | 10,93 %  | 11,16 %  | 5     |
| 11 | Linda Leen     | Who Is In Charge        | 13.04%   | 16.14%   | 7.95%    | 12.38%   | 3     |

##### Quart de finale 2
| #  | Artiste           | Chanson              | Télévote | Télévote | Télévote | Télévote | Place |
| #  | Artiste           | Chanson              | Internet | SMS      | Spotify  | Moyenne  | Place |
| -- | ----------------- | -------------------- | -------- | -------- | -------- | -------- | ----- |
| 1  | Katrine Lukins    | Silhouette           | 0,73 %   | 0,97 %   | 5,55 %   | 2,42 %   | 11    |
| 2  | Markus Riva       | Dynamite             | 5,34 %   | 5,64 %   | 7,33 %   | 6,10 %   | 6     |
| 3  | Toms Kalderauskis | We Won’t Back Down   | 7,90 %   | 9,20 %   | 8,65 %   | 8,58 %   | 5     |
| 4  | UP                | One by One           | 3,30 %   | 3,39 %   | 6,65 %   | 4,45 %   | 9     |
| 5  | Miks Galvanovskis | Runaway              | 1,27 %   | 4,38 %   | 7,74 %   | 4,46 %   | 8     |
| 6  | The HiQ           | Taju ot ljubvi       | 3,19 %   | 3,63 %   | 5,07 %   | 3,96 %   | 10    |
| 7  | Santa Daņeļeviča  | Your Breath          | 10.28%   | 28.29%   | 7.67%    | 15.41%   | 3     |
| 8  | Laura & Chris     | Little Weird         | 3,28 %   | 3,01 %   | 7,39 %   | 4,56 %   | 7     |
| 9  | My Radiant You    | All I Know           | 15.01%   | 12.83%   | 10.70%   | 12.85%   | 4     |
| 10 | The Ludvig        | I’m In Love With You | 19.09%   | 11.86%   | 17.15%   | 16.03%   | 2     |
| 11 | Triana Park       | Line                 | 30.61%   | 16.80%   | 16.10%   | 21.17%   | 1     |

#### Demi-finale
Lors de la demi-finale, huit artistes participent. De ces huit artistes, deux sont qualifiés via un vote du public, tandis que deux autres sont choisis par le jury de l'émission parmi les six restants.
- Qualifié via le télévote
- Qualifié par les jurys

| # | Artiste          | Chanson              | Télévote | Télévote | Télévote | Télévote | Place |
| # | Artiste          | Chanson              | Internet | SMS      | Spotify  | Moyenne  | Place |
| - | ---------------- | -------------------- | -------- | -------- | -------- | -------- | ----- |
| 1 | Linda Leen       | Who Is In Charge     | 1,44 %   | 2,69 %   | 7,78 %   | 3,97 %   | 8     |
| 2 | The Ludvig       | I’m In Love With You | 16.48%   | 12.57%   | 21.80%   | 16.95%   | 2     |
| 3 | Franco Franco    | Up                   | 2,50 %   | 2,79 %   | 10,68 %  | 5,32 %   | 7     |
| 4 | Santa Daņeļeviča | Your Breath          | 10.76%   | 25.87%   | 9.85%    | 15.49%   | 4     |
| 5 | Lauris Valters   | Magic Years          | 2,72 %   | 5,08 %   | 9,61 %   | 5,80 %   | 6     |
| 6 | Triana Park      | Line                 | 37.99%   | 24.28%   | 18.04%   | 26.77%   | 1     |
| 7 | Miks Dukurs      | Spiritual Priest     | 10,50 %  | 10,11 %  | 8,57 %   | 9,73 %   | 5     |
| 8 | My Radiant You   | All I Know           | 17.63%   | 16.60%   | 13.67%   | 15.97%   | 3     |

#### Finale
Lors de la finale, les quatre artistes restants montent sur scène une dernière fois. Le gagnant est déterminé par un vote du public uniquement.
| # | Artiste          | Chanson              | Télévote | Télévote | Télévote | Télévote | Place |
| # | Artiste          | Chanson              | Internet | SMS      | Spotify  | Moyenne  | Place |
| - | ---------------- | -------------------- | -------- | -------- | -------- | -------- | ----- |
| 1 | Santa Daņeļeviča | Your Breath          | 9,29 %   | 13,71 %  | 15,83 %  | 12,94 %  | 4     |
| 2 | The Ludvig       | I’m In Love With You | 15,24 %  | 12,76 %  | 28,95 %  | 18,98 %  | 2     |
| 3 | My Radiant You   | All I Know           | 14,73 %  | 15,66 %  | 19,15 %  | 16,51 %  | 3     |
| 4 | Triana Park      | Line                 | 60.74%   | 57.87%   | 36.07%   | 51.56%   | 1     |

## À l'Eurovision
La Lettonie participe à la première demi-finale, le 9 mai 2017. Arrivé en dernière position (18e) avec 21 points, le pays ne s'est pas qualifié pour la finale.